# Football Club des Girondins de Bordeaux
Il Football Club des Girondins de Bordeaux, noto più semplicemente come Bordeaux (/bɔʁdo/), è una società calcistica francese con sede nella città di Bordeaux, militante dalla stagione 2024-2025 in Championnat National 2.
Il club venne fondato nel 1881 come società polisportiva e gioca le partite casalinghe nello Stade Matmut-Atlantique.
Nella sua storia il Bordeaux ha vinto il campionato francese per sei volte (1949-1950, 1983-1984, 1984-1985, 1986-1987, 1998-1999 e 2008-2009) e molto spesso ha preso parte alle coppe europee. In questo ambito il suo risultato migliore è stata la vittoria della Coppa Intertoto nel 1995 e la conseguente qualificazione alla Coppa UEFA, competizione nella quale ha poi raggiunto la finale (persa per 1-5 complessivo contro il Bayern Monaco). È stata l'unica squadra ad aver disputato la finale di Coppa UEFA partendo dalla Coppa Intertoto (torneo abolito dalla UEFA dopo l'ultima edizione del 2008).
Dal 2001 al 2018 la proprietà del club venne gestita da una compagnia sussidiaria del gruppo televisivo francese M6. Dal 2021, invece, dopo l'avvicendarsi di due proprietà differenti, il club venne comprato dall'imprenditore Gérard López e sotto la sua proprietà il club conobbe il suo periodo più buio: Il 1º agosto 2024, la Commissione federale di controllo dei club del DNCG ha annunciato la retrocessione amministrativa del club alla quarta divisione nazionale e posto in amministrazione finanziaria dall'organismo di controllo del calcio francese (Direzione Nazionale controllo di gestione DNCG). Il 4 agosto 2024, il Bordeaux ha deciso di presentare ricorso contro la decisione di retrocessione in National 2 e ha annunciato che avrebbe presentato a breve un budget di 5 milioni di euro per giocare in National 1 durante la stagione 2024-2025. Il CNOSF ha respinto il ricorso, confermando la retrocessione del Bordeaux nel Championnat National 2.

## Storia

### Dagli esordi agli anni 1970

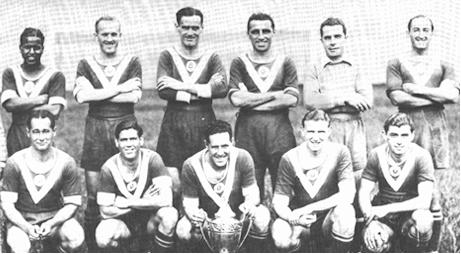
Il Bordeaux vincitore nel 1941 della Coppa di Francia, primo importante trofeo nella storia del club.

Il 1º ottobre 1881 venne creata una società polisportiva di nome Girondins de Bordeaux. Si dovette attendere il 1910 perché, su pressione di Raymond Brard, il calcio divenisse lo sport principale del sodalizio, che disputò la prima gara di campionato nel 1919. Il Girondins divenne professionistico nel 1937. Questo avvenne dopo che lo Sporting Club de la Bastidenne e il Club Deportivo Espagnol de Bordeaux si erano fuse e avevano prodotto il FC Hispano-Bastidenne. I due club decisero di aspettare due stagioni prima di entrare nel professionismo.
Nel 1941 il Bordeaux vinse la sua prima Coppa di Francia, battendo nell'ultima gara il Fives 2-0. Ci sarebbero voluti quarantacinque anni prima di riconquistare il trofeo, dopo sei tentativi falliti. Nel 1949-1950 il Bordeaux divenne campione di Francia solo un anno dopo aver vinto la Ligue 2, con André Gérard in panchina come principale artefice del successo. La difesa dei Girondins divenne nota come la "fortezza impenetrabile". In quella difesa, tre nomi erano significativi, quelli di De Harder, Kargu e Libar.

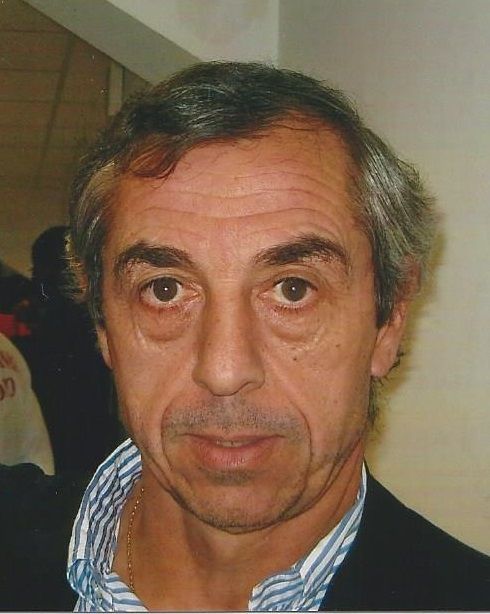
Alain Giresse, simbolo del Bordeaux dal 1970 al 1986, e miglior marcatore di tutti i tempi del club.

 A questa straordinaria conquista seguì la partecipazione di diritto alla Coppa Latina, massima competizione europea per squadre di club dell'epoca disputata tra le vincitrici dei campionati di Francia, Italia, Spagna e Portogallo, che era giunta alla sua seconda edizione. Dopo aver sconfitto per 4-2 l'Atlético Madrid nelle semifinali, il Bordeaux disputò l'incontro valido per l'assegnazione del trofeo contro il Benfica. La finale terminò in parità, e non essendo previsti supplementari e rigori, ci fu la ripetizione. I portoghesi ebbero tuttavia la meglio, aggiudicandosi la coppa con una vittoria per 2-1.
Nei due decenni successivi il Bordeaux non arricchì la propria bacheca. Nella stagione 1979-1980 la società, dopo tredici giornate, esonerò l'allenatore chiamando a dirigere la squadra Raymond Goethals, vittorioso con l'Anderlecht e noto per le sue tattiche di gioco. Goethals non durò neanche un anno, venendo sostituito nel 1980 da Aimé Jacquet.

### Anni 1980 e 1990
Sotto la guida di Jacquet e potendo contare, oltre alla bandiera Alain Giresse (in Gironda fin dal 1970), su quotati elementi come Patrick Battiston, René Girard, Bernard Lacombe, Gernot Rohr, Jean Tigana, Jean-Christophe Thouvenel e Thierry Tusseau, nel corso degli anni 1980 la squadra tornò alla ribalta vincendo tre campionati e due Coppe di Francia. Qualificatosi più volte alle competizioni europee, nella stagione 1984-1985 il Bordeaux raggiunse il suo primo risultato internazionale di rilievo dalla nascita delle competizioni UEFA, spingendosi fino alle semifinali di Coppa dei Campioni dove, dopo aver eliminato nei turni precedenti Athletic Bilbao, Dinamo Bucarest e Dnipro, venne fermato dai futuri vincitori della Juventus. Molti dei calciatori girondini dell'epoca, inoltre, formarono l'ossatura della nazionale francese vincitrice del campionato d'Europa 1984.

Gernot Rohr, tra i punti fermi dei girondini degli anni 1980, e lo juventino Cabrini durante le semifinali di Coppa dei Campioni 1984-1985.

Concluso questo positivo ciclo, gli anni successivi risultarono alquanto negativi, finché nella stagione 1990-1991, pur avendo terminato il campionato al decimo posto (fallendo l'accesso alle coppe europee a causa della sconfitta per 1-0 all'ultima giornata a Lione), fu retrocesso in Division 2 per motivi economici (un grosso buco di bilancio), e lo storico presidente Claude Bez costretto a dimettersi. La rinascita fu, tuttavia, immediata e permise al club non solo di ritornare in Division 1, ma anche di riconquistare l'accesso all'Europa sotto la guida di Rolland Courbis, alla testa del club una prima volta dal 1992 al 1994. Già nella stagione del ritorno in massima divisione (1992-1993) il Bordeaux si piazzò quarto, per poi ripetersi nel campionato 1993-1994.
Sotto la guida di Slavo Muslin la squadra raggiunse la finale della Coppa UEFA 1995-1996; i girondini raggiunsero l'atto finale del torneo dopo aver eliminato, tra gli altri, Betis, Milan e Slavia Praga. Nella doppia finale, tuttavia, il Bayern Monaco impedì ai francesi di conquistare la loro prima coppa europea, battendoli per 5-1 nel computo totale (2-0 a Monaco e 1-3 a Bordeaux). Il cammino continentale del Bordeaux fu comunque sorprendente, anche perché si era in precedenza qualificato per la competizione grazie alla vittoria della Coppa Intertoto, tuttora l'unico trofeo internazionale vinto dal club francese. Se sul palcoscenico europeo la squadra girondina fu autrice di un'ottima annata, in campionato riuscì a salvarsi per soli quattro punti, piazzandosi sedicesima. A fine stagione lasciarono il club molti degli artefici dell'exploit europeo: Anthony Bancarel, Jean-Luc Dogon, Christophe Dugarry, Daniel Dutuel, Jakob Friis-Hansen, Gaëtan Huard, Bixente Lizarazu, Philippe Lucas, Richard Witschge e, soprattutto, Zinédine Zidane.
Nel 1996 tornò sulla panchina dei girondini Courbis, il quale ricostruì la squadra attorno ai reduci Laurent Croci, François Grenet e Didier Tholot, e nella stagione 1996-1997 condusse la squadra a un altro quarto posto in Division 1. Nell'annata seguente il Bordeaux di Élie Baup, subentrato nel gennaio 1998 a Guy Stéphan, si piazzò quinto in campionato.

Zinédine Zidane (in primo piano), emerso a Bordeaux a metà degli anni 1990, alle prese con il milanista e connazionale Vieira (in secondo piano) nei quarti di Coppa UEFA 1995-1996; sullo sfondo, l'altro girondino Dogon.

Nella stagione 1998-1999 la squadra lottò per il primo posto della Division 1 con l'Olympique Marsiglia del grande ex Courbis. Si giunse all'ultima giornata con il Bordeaux primo a 69 punti, tallonato dai marsigliesi a 68: il Marsiglia espugnò Nantes, ma i girondini segnarono all'89' il gol della vittoria al Parco dei Principi di Parigi contro il Paris Saint-Germain grazie a Pascal Feindouno, il quale riportò il titolo francese in Gironda dopo dodici anni; con 22 gol il girondino Sylvain Wiltord fu inoltre capocannoniere del torneo. Nell'annata seguente il club perse Ali Benarbia, ceduto al PSG, e si classificò quarto.

### Anni 2000
Il quarto posto fu confermato nel 2000-2001. Nel 2002 il Bordeaux arrivò sesto in campionato, ma vinse la Coppa di Lega francese battendo allo Stade de France il Lorient per 3-0. Al quarto posto del 2002-2003 (con Pedro Pauleta vicecapocannoniere del campionato) fece seguito il dodicesimo del 2003-2004. Il 24 ottobre 2003 era stato nominato allenatore l'ex centrocampista del Bordeaux Michel Pavon. Più tribolata fu la stagione 2004-2005, conclusa addirittura al quindicesimo posto. A causa di problemi di salute nel giugno 2005 Pavon dovette ritirarsi, continuando la carriera come scout. Il suo posto fu preso dal brasiliano Ricardo Gomes, che condusse i girondini alla seconda piazza dietro il Lione.

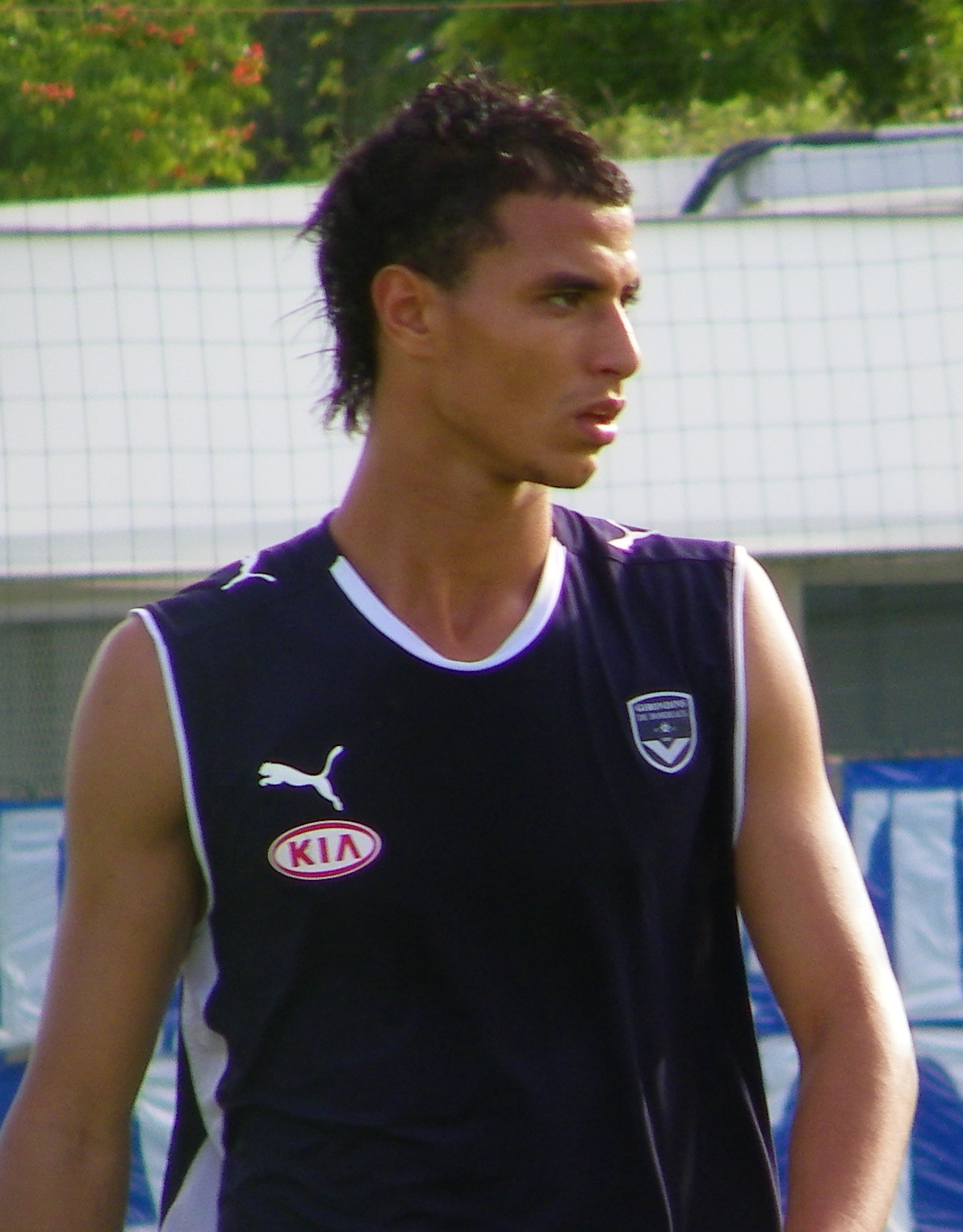
Marouane Chamakh, tra i protagonisti nei girondini degli anni 2000

Per l'annata seguente, con l'obiettivo di fare bene in Champions League, il Bordeaux prelevò Johan Micoud dal Werder Brema, ma la debolezza finanziaria limitò le ambizioni del club. Il sesto posto finale in campionato e l'eliminazione al primo turno in Champions League furono mitigate dalla vittoria, nel marzo 2007, della seconda Coppa di Lega (1-0 contro il Lione in finale). Il successo garantì ai girondini la qualificazione in Coppa UEFA. Il Bordeaux di Fernando Cavenaghi e Marouane Chamakh concluse il 2007-2008 a quattro punti dal Lione campione e fu eliminato ai sedicesimi di finale di Coppa UEFA dall'Anderlecht (2-1 e 1-1).
Nel giugno 2007 fu ingaggiato l'allenatore Laurent Blanc. Con Blanc in panchina i girondini si piazzarono secondi in campionato nel 2007-2008 e nell'agosto 2008 si aggiudicarono la Supercoppa di Francia sconfiggendo il Lione ai rigori (il Bordeaux vi partecipava in qualità di vicecampione di Francia, dato che il Lione aveva vinto sia il titolo nazionale sia la Coppa di Francia).
Nella stagione 2008-2009 i girondini vinsero la loro terza Coppa di Lega sconfiggendo in finale per 4-0 il Vannes nell'aprile 2009. Un mese dopo si aggiudicarono per la sesta volta il campionato francese, interrompendo così l'egemonia del Lione, che aveva fatto proprie le ultime sette edizioni consecutive del torneo. Con undici vittorie di fila nelle ultime undici giornate il Bordeaux stabilì un nuovo primato per la massima serie francese (il precedente primato, di dieci vittorie consecutive, apparteneva sempre al Bordeaux).

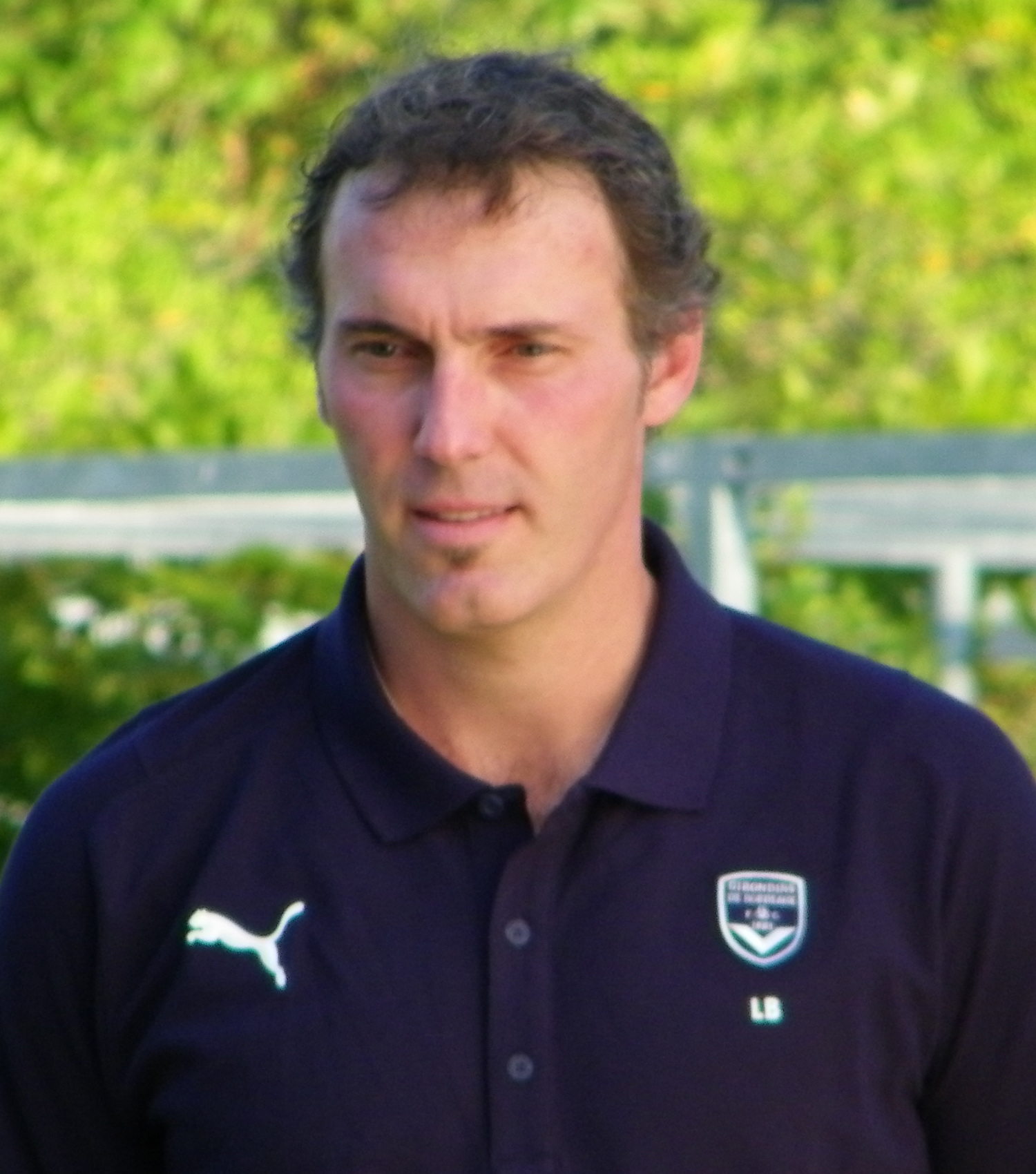
L'allenatore Laurent Blanc, fautore del ritorno del Bordeaux ai vertici nazionali sul finire degli anni 2000

Nell'estate 2009 il club mise in bacheca una nuova Supercoppa di Francia, battendo il Guingamp allo Stadio Olimpico di Montréal. Nella stagione 2009-2010 fu protagonista di un buon cammino in Champions League, dove vinse il girone con Bayern Monaco e Juventus senza subire sconfitte ed eliminò l'Olympiacos agli ottavi di finale (1-0 e 2-1) arrivando a sette vittorie consecutive nella competizione (record per un club francese). Ai quarti di finale fu eliminato dal Lione (sconfitta per 3-1 e vittoria per 1-0). Perse anche la finale di Coppa di Lega contro l'Olympique Marsiglia e concluse il campionato al sesto posto.

### Anni 2010
Indebolito dalle partenze dell'allenatore Laurent Blanc e delle stelle Marouane Chamakh e Yoann Gourcuff, il Bordeaux del nuovo tecnico Jean Tigana arrancò nella stagione 2010-2011. Dopo aver perso 4-0 in casa contro il Sochaux, il 7 maggio 2011 Tigana rassegnò le dimissioni e fu sostituito da Éric Bedouet, che condusse la squadra al settimo posto. Nell'ultima partita della stagione la bandiera Ulrich Ramé giocò per l'ultima volta con il Bordeaux, dopo una militanza ininterrotta di quattordici anni, con 525 presenze.
Dal 2011 al 2014 la squadra fu allenata da Francis Gillot. Con il quinto posto del 2011-2012 la squadra tornò a qualificarsi per l'Europa. L'avventura nell'Europa League 2012-2013 terminò agli ottavi di finale contro il Benfica poi finalista perdente della competizione. Nel 2012-2013 arrivò un settimo posto in Ligue 1, ma la squadra riuscì a qualificarsi ugualmente per l'Europa League vincendo, il 31 maggio 2013, la sua quarta Coppa di Francia grazie al 3-2 in finale contro l'Évian TG. La gestione Gillot si chiuse con un altro settimo posto nel 2013-2014, annata in cui il cammino in Europa League si interruppe già dopo la fase a gironi, con una sola vittoria in sei partite.
A Gillot subentrò nel 2014 Willy Sagnol, che guidò la squadra al sesto posto nel 2014-2015 e fu esonerato nel marzo 2016, per lasciare il posto a Ulrich Ramé, la cui gestione durò solo due mesi e si concluse con l'undicesimo posto finale in campionato nel 2015-2016. A prendere le redini della squadra fu dunque Jocelyn Gourvennec, che portò i suoi al sesto posto nel 2016-2017 per poi essere esonerato nel gennaio 2018 e sostituito da Gustavo Poyet, che condusse i girondini al sesto posto in campionato. Nell'agosto seguente il tecnico uruguaiano fu esonerato dopo aver criticato pubblicamente la dirigenza per la cessione del calciatore Gaëtan Laborde al Montpellier. Gli subentrò Ricardo Gomes, tornato alla guida della squadra dopo undici anni, ma esonerato già nel febbraio 2019 dopo un mese senza vittorie, con il Bordeaux tredicesimo in classifica in campionato. Il successore, Paulo Sousa, insediatosi nel marzo seguente, ha condotto i girondini al quattordicesimo posto.
Nel 2021-2022 i girondini navigano sempre nei bassifondi della classifica, chiudendo all'ultimo posto per la prima volta dal 1959-60, retrocedendo in seconda divisione dopo 30 anni.
Il 1º agosto 2024 è stato forzatamente retrocesso nel Championnat National 2 dalla commissione federale francese di controllo dei club.

## Strutture

### Stadio

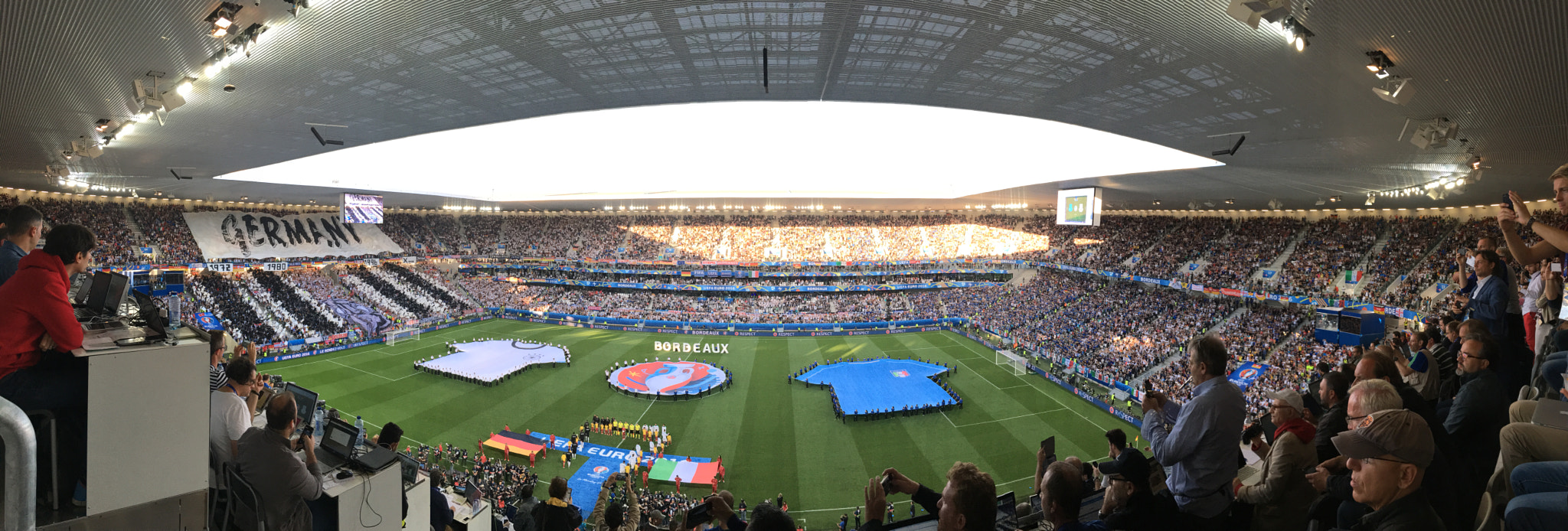
Panoramica dello stadio Matmut-Atlantique durante -, quarto di finale del.

Dal 2016 il club gioca le partite casalinghe allo stadio Matmut-Atlantique, che sorge a Bordeaux e che può ospitare fino a 42.115 spettatori. Costruito in occasione del campionato d'Europa 2016 ha ospitato cinque gare della medesima manifestazione, tra le quali il quarto di finale che ha visto il successo ai calci di rigore della Germania sull'Italia.
In precedenza il Bordeaux ha giocato nello Stadio Chaban-Delmas, che venne costruito nel 1924 e in cui si giocarono anche sei incontri del campionato del mondo 1938.

## Allenatori e presidenti
Di seguito è riportata la lista degli allenatori che si sono succeduti alla guida del club nella sua storia.
- 1937-1942  Benito Díaz Iraola
- 1942-1943  Eugène Stern
- 1943-1945  Oscar Saggiero
- 1945-1947  Maurice Bunian
- 1947-1957  André Gérard
- 1957-1960  Camille Libar
- 1960-1967  Salvador Artigas
- 1967-1969  Jean-Pierre Bakrim
- 1969-1970  Jean-Pierre Bakrim (1ª-22ª)
 Pierre Danzelle (23ª-34ª)
- 1970-1972  André Gérard
- 1972-1973  Pierre Phelipon
- 1973-1974  Pierre Phelipon (1ª-25ª)
 André Menaut (26ª-38ª)
- 1974-1976  André Menaut
- 1976-1977  André Menaut (1ª-18ª)
 Christian Montes (19ª-38ª)
- 1977-1978  Christian Montes
- 1978-1979  Luis Carniglia
- 1979-1980  Luis Carniglia (1ª-13ª)
 Bernard Michelena (14ª-15ª)
 Raymond Goethals (16ª-38ª)
- 1980-1988  Aimé Jacquet
- 1988-1989  Aimé Jacquet (1ª-26ª)
 Didier Couécou (27ª-38ª)
- 1989-1990  Raymond Goethals
- 1990-1991  Raymond Goethals (1ª-3ª)
 Gérard Gili (4ª-32ª)
 Gernot Rohr (33ª-38ª)
- 1991-1992  Gernot Rohr
- 1992-1994  Rolland Courbis
- 1994-1995  Toni (1ª-30ª)
 Éric Guérit (30ª-38ª)
- 1995-1996  Slavo Muslin (1ª-25ª)
 Gernot Rohr (30ª-38ª)
- 1996-1997  Rolland Courbis
- 1997-1998  Guy Stéphan (1ª-21ª)
 Élie Baup (22ª-34ª)
- 1999-2003  Élie Baup
- 2003-2004  Élie Baup (1ª-10ª)
 Michel Pavon (11ª-38ª)
- 2004-2005  Michel Pavon (1ª-35ª)
 Éric Bedouet (36ª-38ª)
- 2005-2007  Ricardo Gomes
- 2007-2010  Laurent Blanc
- 2010-2011  Jean Tigana
- 2011-2014  Francis Gillot
- 2014-2015  Willy Sagnol
- 2015-2016  Willy Sagnol (1ª-30ª)
 Ulrich Ramé (31ª-38ª)
- 2016-2017  Jocelyn Gourvennec
- 2017-2018  Jocelyn Gourvennec (1ª-21ª)
 Gustavo Poyet (22ª-38ª)
- 2018-2019  Gustavo Poyet (1ª)
 Éric Bedouet (2ª-28ª)
 Paulo Sousa (29ª-38ª)
- 2019-2020  Paulo Sousa
- 2020-2021  Jean-Louis Gasset
- 2021-2022  Vladimir Petković (1ª-24ª)
 David Guion (25ª-38ª)
- 2022-2023  David Guion
- 2023-2024  David Guion (1ª-10ª)
 Albert Riera (11ª-38ª)
- 2024-2025  Bruno Irles

## Calciatori

### Vincitori di titoli
Campioni del mondo
- Márcio Santos (Stati Uniti 1994)

Campioni d'Europa
- Patrick Battiston (Francia 1984)
- Thierry Tusseau (Francia 1984)
- Jean Tigana (Francia 1984)
- Alain Giresse (Francia 1984)
- Bernard Lacombe (Francia 1984)
- Ulrich Ramé (Belgio-Paesi Bassi 2000)
- Johan Micoud (Belgio-Paesi Bassi 2000)
- Sylvain Wiltord (Belgio-Paesi Bassi 2000)
- Christophe Dugarry (Belgio-Paesi Bassi 2000)

Campioni del Sudamerica
- Fernando (Venezuela 2007)

Calciatori vincitori della Nations League
- Benoît Costil (2021)

## Palmarès

### Competizioni nazionali
- Campionato francese: 6

1949-1950, 1983-1984, 1984-1985, 1986-1987, 1998-1999, 2008-2009
- Coppa di Francia: 4

1940-1941, 1985-1986, 1986-1987, 2012-2013
- Coppa di Lega francese: 3

2001-2002, 2006-2007, 2008-2009
- Supercoppa francese: 3

1986, 2008, 2009
- Campionato francese di seconda divisione: 1

1991-1992 (girone B)
- Championnat National: 3

1936-1937, 1943-1944, 1952-1953

### Competizioni internazionali
- Coppa Intertoto UEFA: 1  (record francese a pari merito con Strasburgo, Guingamp, Auxerre, Bastia, Lione, Montpellier, Paris Saint-Germain, Troyes, Lilla, Marsiglia e Lens)

1995
- Coppa delle Alpi: 1

1980

### Competizioni giovanili
- Coppa Gambardella: 2

1976, 2013
- Championnat National U19: 3

1997-1998, 1998-1999, 2016-2017

## Statistiche e record

### Partecipazione ai campionati e ai tornei internazionali

#### Campionati nazionali
Dalla stagione 1933-1934 alla 2024-2025 il club ha ottenuto le seguenti partecipazioni ai campionati nazionali:
| Livello | Categoria              | Partecipazioni | Debutto   | Ultima stagione | Totale |
| ------- | ---------------------- | -------------- | --------- | --------------- | ------ |
| 1º      | Division 1 / Ligue 1   | 68             | 1945-1946 | 2021-2022       | 81     |
| 2º      | Division 2 / Ligue 2   | 12             | 1937-1938 | 2023-2024       | 81     |
| 4º      | Championnat National 2 | 1              | 2024-2025 | 2024-2025       | 81     |

#### Tornei internazionali
Alla stagione 2024-2025 il club ha ottenuto le seguenti partecipazioni ai tornei internazionali:
| Categoria                                | Partecipazioni | Debutto   | Ultima stagione |
| ---------------------------------------- | -------------- | --------- | --------------- |
| Coppa dei Campioni/UEFA Champions League | 7              | 1984-1985 | 2009-2010       |
| Coppa delle Coppe                        | 2              | 1968-1969 | 1986-1987       |
| Coppa UEFA/UEFA Europa League            | 22             | 1981-1982 | 2018-2019       |
| Coppa Intertoto                          | 1              | 1995      | 1995            |
| Coppa Latina                             | 1              | 1950      | 1950            |

### Statistiche individuali
Il giocatore con più presenze nelle competizioni europee è Ulrich Ramé a quota 70, mentre il miglior marcatore è Christophe Dugarry con 15 gol.
Sono qui riportati i primi 10 calciatori per numero di presenze e di reti totali con la maglia del club:
- 587  Alain Giresse (1970-1986)
- 525  Ulrich Ramé (1997-2011)
- 490  Jean-Christophe Thouvenel (1979-1991)
- 441  Guy Calléja (1956-1969)
- 430  Gernot Rohr (1977-1989)
- 381  Marc Planus (2001-2015)
- 367  Jaroslav Plašil (2009-2019)
- 341  Edouard Kargulewicz (1947-1958)
- 326  Jean Tigana (1981-1989)
- 324  Christophe Dugarry (1988-1996, 2000-2002)

- 179  Alain Giresse (1970-1986)
- 158  Edouard Kargulewicz (1947-1958)
- 137  Bernard Lacombe (1979-1987)
- 130  Laurent Robuschi (1959-1967)
- 91  Pauleta (2000-2003)
- 90  Johannes Lambertus de Harder (1949-1954)
- 89  Didier Couécou (1963-1969, 1974-1976)
- 74  Marouane Chamakh (2003-2010)
- 72  Héctor De Bourgoing (1964-1969)
- 70  Lilian Laslandes (1997-2001, 2004-2008)

### Statistiche di squadra
A livello internazionale la miglior vittoria è per 5-0, ottenuto in tre occasioni: nel primo turno della Coppa UEFA 2002-2003 contro il Púchov, nel primo turno della Coppa UEFA 1993-1994 contro il Bohemians e nel primo turno della Coppa UEFA 1982-1983 contro il Carl Zeiss Jena; la peggior sconfitta è invece un 6-0, subito contro il Parma nei quarti della Coppa UEFA 1998-1999.

## Tifoseria

### Gemellaggi e rivalità
Esiste una rivalità tra Bordeaux e Olympique Marsiglia, mentre a livello regionale c'è con il Nantes (derby dell'Atlantico) e con il Tolosa (Derby della Garonna).

## Organico

### Rosa 2024-2025
Aggiornata al 1°settembre 2024
| N. |                               | Ruolo | Calciatore                |
| -- | ----------------------------- | ----- | ------------------------- |
|    | Francia (bandiera)            | P     | Lassana Diabaté           |
|    | Francia (bandiera)            | P     | Over Mandanda             |
|    | Francia (bandiera)            | P     | Davy Rouyard              |
|    | Francia (bandiera)            | D     | Jean Grillot              |
|    | Francia (bandiera)            | D     | Glenn Younousse           |
|    | Francia (bandiera)            | D     | Nassim Ranem              |
|    | Francia (bandiera)            | D     | Nathanael Bai             |
|    | Francia (bandiera)            | D     | Nama Fofana               |
|    | Francia (bandiera)            | D     | Driss Trichard            |
|    | Guinea (bandiera)             | D     | Sékou Fofana              |
|    | Francia (bandiera)            | D     | Omar Sané                 |
|    | Francia (bandiera)            | D     | Adrien Louveau            |
|    | Rep. Centrafricana (bandiera) | D     | Cédric Yambéré (capitano) |
|    | Benin (bandiera)              | D     | Youssouf Assogba          |
|    | Senegal (bandiera)            | D     | Djibril Diaw              |
|    | Francia (bandiera)            | C     | Emeric Depussay           |
|    | Francia (bandiera)            | C     | Nfamady Diaby             |
|    | Costa d'Avorio (bandiera)     | C     | Trazié Thomas             |

| N. |                        | Ruolo | Calciatore          |
| -- | ---------------------- | ----- | ------------------- |
|    | Tunisia (bandiera)     | C     | Issam Ben Khémis    |
|    | Francia (bandiera)     | C     | Junah Zuccolotto    |
|    | Francia (bandiera)     | C     | Whissy Ndong        |
|    | Francia (bandiera)     | C     | Nolan Bonté         |
|    | Francia (bandiera)     | C     | Younès Kaabouni     |
|    | Francia (bandiera)     | A     | Yanis Merdji        |
|    | Francia (bandiera)     | A     | Hamidou Yameogo     |
|    | Francia (bandiera)     | A     | Malhory Noc         |
|    | Francia (bandiera)     | A     | Noah Ramon          |
|    | Francia (bandiera)     | A     | Jérémy Grain        |
|    | Senegal (bandiera)     | A     | Pape Massar Djitté  |
|    | Senegal (bandiera)     | A     | Elhadji Malick Seck |
|    | Senegal (bandiera)     | A     | Amadou Diallo       |
|    | Francia (bandiera)     | A     | Soufiane Bahassa    |
|    | Inghilterra (bandiera) | A     | Andy Carroll        |
|    | Paesi Bassi (bandiera) | A     | Safouane Karim      |
|    | Uganda (bandiera)      | A     | Travis Mutyaba      |